# Jan Křen
Jan Křen (22. srpna 1930 Praha – 7. dubna 2020 Praha) byl český historik se specializací na česko-německé vztahy, vysokoškolský pedagog a jeden z představitelů disentu v době normalizace.

## Životopis
Vystudoval historii na Fakultě společenských věd Vysoké školy politické ÚV KSČ (1953). V letech 1946–1969 byl členem KSČ.
Do roku 1970 působil jako vedoucí katedry historie na VŠP a na Filozofické fakultě Univerzity Karlovy. Věnoval se studiu dějin první republiky, KSČ a československého odboje za druhé světové války. Z jeho rozsáhlého díla o čs. emigraci na Západě za druhé světové války mohly ovšem vyjít jen první dva svazky. Pro nesouhlas s okupací vojsky Varšavské smlouvy byl vyloučen ze strany, v roce 1970 musel opustit své pracoviště a až do roku 1989 pracoval jako dělník-čerpač u podniku Vodní zdroje. Stal se jedním ze zakládajících signatářů Charty 77, publikoval v samizdatu a významně se podílel na přípravě bytových seminářů podzemní univerzity.
Po listopadu 1989 se stal jedním ze zakladatelů Institutu mezinárodních studií nově založené Fakulty sociálních věd Univerzity Karlovy a jeho prvním ředitelem. Byl rovněž jedním z iniciátorů založení Česko-německé komise historiků, jejímž cílem je prostřednictvím zkoumání společných dějin Čechů a Němců přispět ke vzájemnému porozumění a pochopení minulosti a jejíž české sekci deset let předsedal. Problému česko-německých vztahů v novodobých dějinách a nahlížení na ně věnuje Křen začnou část svého badatelského úsilí. Angažoval se rovněž v Česko-německém fondu budoucnosti. Jeho kniha Konfliktní společenství o vztazích Čechů a Němců se dočkala několika vydání v obou zemích.
Jako hostující profesor působil na univerzitách v Brémách (1983–1984), Berlíně (1990–1991) a Marburgu (1998). Za svoji knihu Dvě století střední Evropy byl v roce 2006 oceněn cenou Magnesia Litera v kategorii naučné literatury a v roce 2007 polskou Cenou Wacława Felczaka a Henryka Wereszyckého, udělovanou za díla v oblasti historie. V roce 2000 obdržel Velký kříž za zásluhy od německého prezidenta a od roku 2002 byl nositelem medaile Za zásluhy.
Zemřel 7. dubna 2020 ve věku 89 let v nemocnici na Bulovce, kde podlehl onemocnění covid-19.

## Dílo (výběr)
- Československo v období odlivu poválečné revoluční vlny a upevňování panství buržoasie (1921–1923). Praha : Rudé právo, 1956
- Československo v období dočasné a relativní stabilizace kapitalismu (1924–1929). Praha : SNPL, 1957
- Mnichovská zrada. Praha : SNPL, 1958
- Jak se žilo na vesnici. Praha : Státní zemědělské nakladatelství, 1958 (s J. Hájkovou)
- Do emigrace. Buržoazní zahraniční odboj 1938–1939. Praha : Naše vojsko, 1963
- Odsun Němců ve světle nových pramenů. 1967. (série článků v časopisu Dialog; jde o vůbec první vědeckou práci českého historika zpracovávající toto téma)
- V emigraci. Západní zahraniční odboj 1939–1940. Praha : Naše vojsko, 1969
- Konfliktní společenství. Češi a Němci 1780–1918. Toronto : Sixty-Eight Publishers, 1986
- Integration oder Ausgrenzung. Deutsche und Tschechen 1890–1945. Brémy : Donat und Temmen, 1989. (s Václavem Kuralem a Detlefem Brandesem)
- Bílá místa v našich dějinách. Praha : Lidové noviny, 1990
- Historické proměny češství. Praha : Karolinum, 1992
- (ed.) Obraz Němců Rakouska a Německa v české společnosti 19. a 20. století. Praha : Karolinum, 1998. (s Evou Broklovou)
- Dvě století střední Evropy. Praha : Argo, 2005
- Historik v pohybu. Praha : Karolinum, 2013
- Čtvrt století střední Evropy. Praha : Karolinum, 2019

## Ocenění
- Goethe Medaille (Německo, 1994)
- Palackého medaile Akademie věd (1996)
- Medaile Univerzity Karlovy (1998)
- Velký kříž za zásluhy (Německo, 2000)
- Medaile za zásluhy II. stupně (2002)
- Cena Josefa Hlávky (2006)
- Magnesia Litera (2006)
- Cena Wacława Felczaka a Henryka Wereszyckého (Polsko, 2007)
- Cena Wenzela Jaksche (Německo, 2014)